# Tractus
Tractus – znana od VII w. psalmodia, obejmująca kilka do kilkunastu wersetów psalmu, część proprium (części zmiennych mszy), wykonywana podczas Wielkiego Postu oraz nabożeństw żałobnych zamiast aklamacji. W nadzwyczajnej formie rytu rzymskiego następuje po lekcji, a przed czytaniem Ewangelii. W zwyczajnej formie rytu rzymskiego odpowiednikiem jest poniekąd psalm responsoryjny.